# Fieseler Fi 98
Fieseler Fi 98 – prototypowy samolot szturmowy zaprojektowany w zakładach Fieseler jako bezpośredni konkurent samolotu Henschel Hs 123.

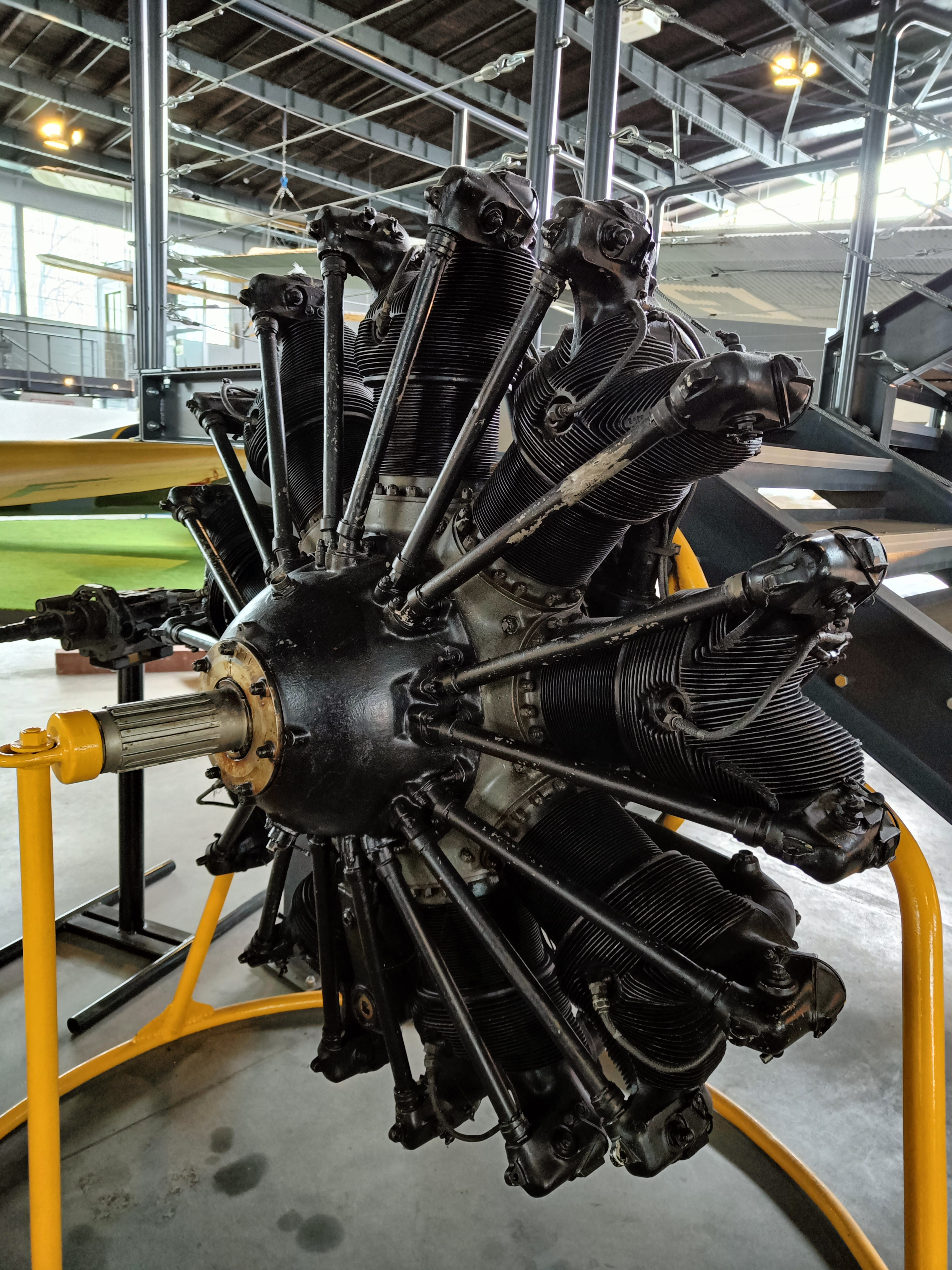
Silnik BMW 132 eksponowany w MLP w Krakowie

Samolot powstał na zamówienie Reichsluftfahrtministerium (Ministerstwa Lotnictwa Rzeszy) z 11 lutego 1934 na szturmowy samolot dwupłatowy nadający się także do roli bombowca nurkującego. Zamówiono trzy prototypy, z których ukończono tylko jeden, jako że samolot już w momencie jego powstania był praktycznie przestarzały i wyraźnie ustępował Hs 123 oraz ostatecznie wybranemu Junkersowi 87.